# Дерево Тенере
Де́рево Тенере́ (фр. Arbre du Ténéré) — поодинока акація (Vachellia tortilis), що росла в пустелі Тенере на північному сході Нігеру. Навколо неї в радіусі 400 кілометрів не росло жодного іншого дерева, а тому вона вважалася «найсамотнішим деревом на Землі».
Дерево довгий час слугувало орієнтиром і місцем зупинки та відпочинку караванів, які прямували торговими шляхами Сахари. Завдяки своїй важливій функції воно навіть було нанесено на карти.
Вже в 1930-х роках походженням дерева зацікавилися дослідники, які встановили, що йому близько 300 років. Скоріше за все акація була залишком лісу, який зник внаслідок зміни клімату і спустелювання. Дерево вижило завдяки розвиненій кореневій системі. При ритті колодязя поблизу дерева виявилося, що корені акації сягають в глибину на 33-36 метрів, досягаючи рівня ґрунтових вод.

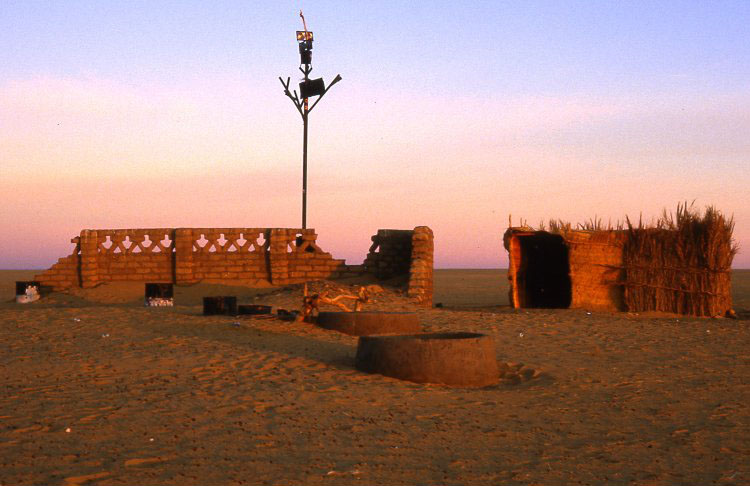
Скульптура на місці збитого дерева

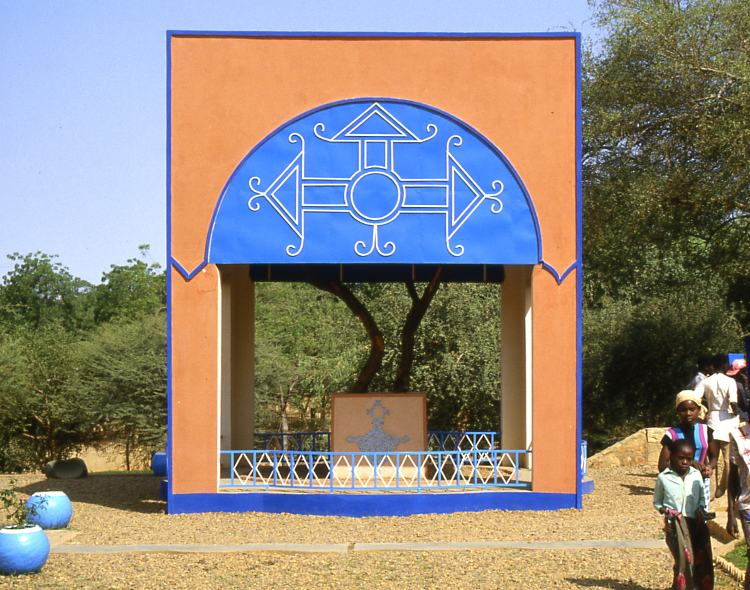
Залишки дерева в мавзолеї

В 1973 році дерево збив п'яний водій вантажівки. Залишки акації були перенесені в Національний музей в місті Ніамей, де для них був побудований мавзолей. На її місці споруджено металеву скульптуру, схожу на дерево. Вона і досі слугує орієнтиром замість акації.

## Пам'ять
- В 1974 році уряд Нігерії випустив поштову марку «Роковини загибелі Дерева Тенере» (фр. Anniversaire de la Mort de l'Arbre du Ténéré)[1].
- Скульптура, що залишилася після дерева, є ключовим об'єктом фільму 2006 року «La Gran final[en]». У фільмі група туарегів-кочівників, шукаючи в Сахарі джерело живлення і спосіб прийому сигналу телебачення для перегляду фіналу чемпіонату світу з футболу 2002 між Німеччиною та Бразилією, зрештою, використовує скульптуру як імпровізовану антену.